# Mimorsidis andamanicus
Mimorsidis andamanicus là một loài bọ cánh cứng trong họ Cerambycidae.